# Schoot (Veldhoven)
Pour les articles homonymes, voir Schoot.
Schoot est un hameau situé dans la commune néerlandaise de Veldhoven, dans la province du Brabant-Septentrional.

## Notes et références

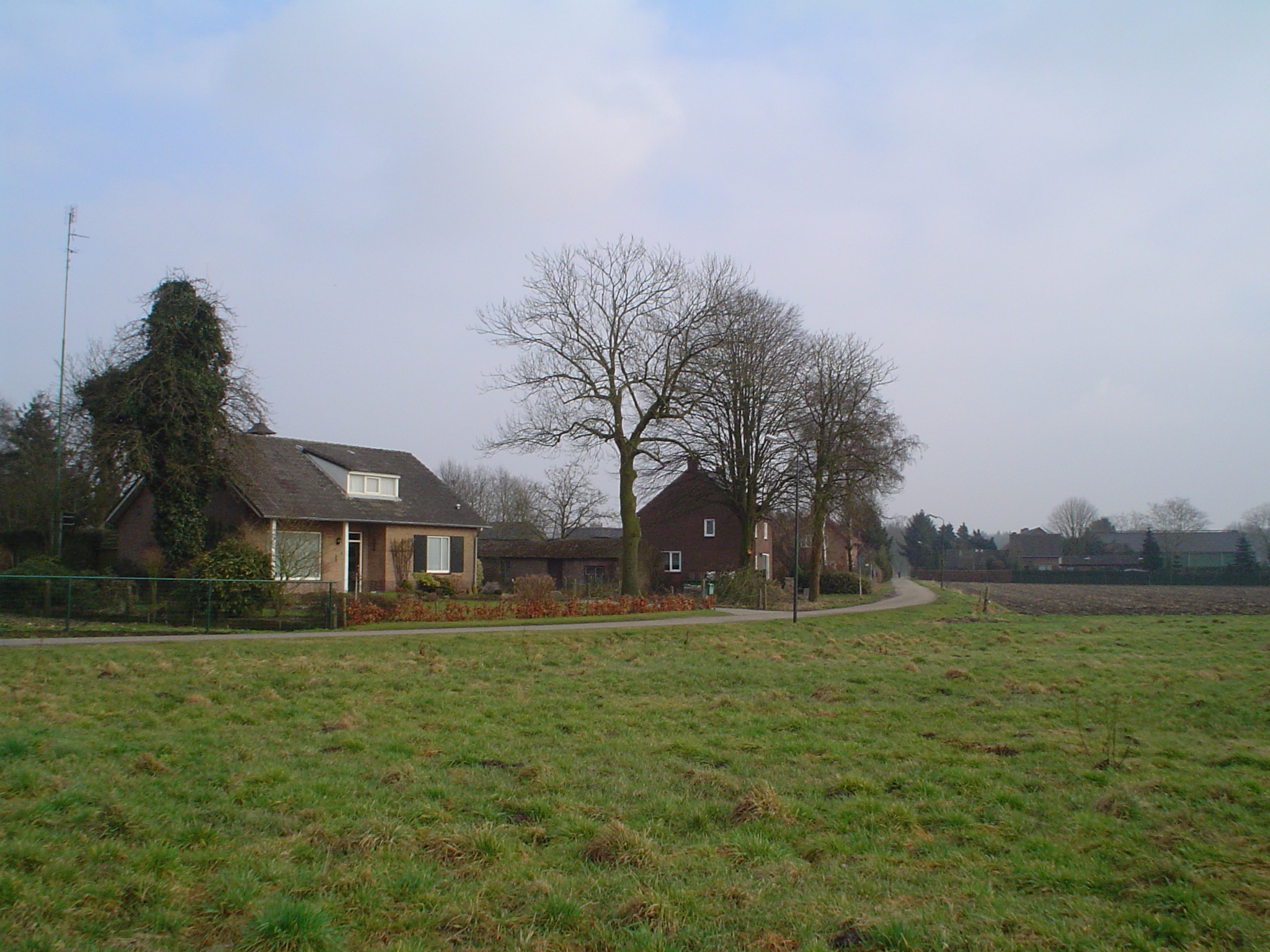
Maisons de Schoot